# Falcons (construcciones humanas)

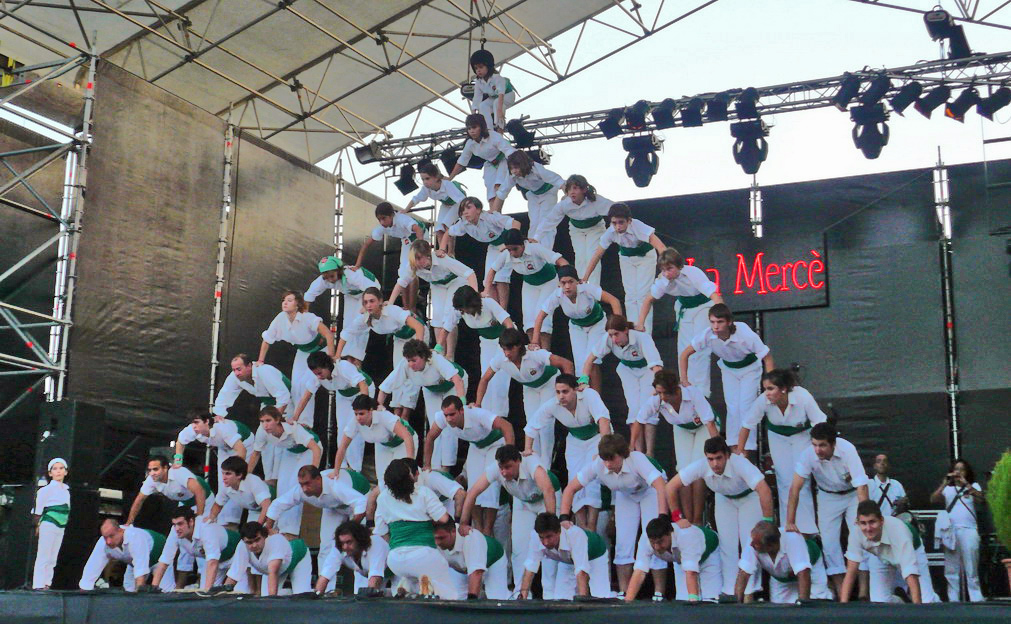
Escala de 9 de los Falcons de Vilafranca.

Los falcons son unas construcciones humanas de tipo gimnástico y acrobático, que forman parte de la cultura tradicional de Cataluña, España. Son una evolución del movimiento checo Sokol (que se traduce como halcón en español y falcó en catalán).

## Historia
Los falcons fueron introducidos en Cataluña por la Federación de Jóvenes Cristianos, fundada en 1931, inspirándose en las prácticas gimnásticas de la asociación checa Sokol. Tras la Guerra Civil Española, la Federación fue disuelta, aunque algunos grupos de falcons retomaron la actividad. En 1942 se creó la agrupación de Lloréns, la más antigua de las existen en la actualidad, y en 1959 nació la colla de Villafranca, también en el Panadés. A partir de este momento los falcons evolucionaron bajo la influencia del mundo casteller y la cultura tradicional catalana, alejándose de sus orígenes gimnásticos y deportivos.
A partir de los años 1970, y especialmente desde finales del siglo XX, el movimiento se expandió por toda Cataluña, con la creación de colles en ciudades como Barcelona, en 2003.